# Paola Moro
Paola Moro (Bassano del Grappa, 14 agosto 1952) è un'ex maratoneta italiana.

## Biografia
Nata nel 1952 a Bassano del Grappa, in provincia di Vicenza, a 31 anni ha partecipato ai Giochi olimpici di Los Angeles 1984, nella maratona, terminando 20ª con il tempo di 2h37'06".
L'anno successivo ha vinto la medaglia d'argento in Coppa Europa a Roma, chiudendo 20ª in 2h43'59", insieme alla squadra italiana formata da lei, Laura Fogli, 6ª, Emma Scaunich, 7ª, Rita Marchisio, 9ª e Stefania Colombo, 22ª.
Nel 1986 ha preso parte agli Europei di Stoccarda, arrivando 8ª con il tempo di 2h39'19". Nello stesso anno ha vinto la prima edizione della Maratona di Venezia in 2h38'10".
Per 3 anni consecutivi, dal 1984 al 1986, è stata campionessa italiana di maratona, facendo segnare nella prima delle tre occasioni il suo record personale, 2h33'03".

## Palmarès
| Anno | Manifestazione  | Sede        | Evento   | Risultato | Prestazione | Note |
| ---- | --------------- | ----------- | -------- | --------- | ----------- | ---- |
| 1984 | Giochi olimpici | Los Angeles | Maratona | 20ª       | 2h37'06"    |      |
| 1986 | Europei         | Stoccarda   | Maratona | 8ª        | 2h39'19"    |      |

## Campionati nazionali
- 3 volte campionessa nazionale nella maratona (1984, 1985, 1986)

1984
- Oro ai Campionati nazionali italiani, maratona - 2h33'03"

1985
- Oro ai Campionati nazionali italiani, maratona - 2h38'02"

1986
- Oro ai Campionati nazionali italiani, maratona - 2h38'10"

## Altre competizioni internazionali
1983
- 8ª alla Maratona di New York ( New York) - 2h37'46"
- 4ª alla Maratona di Roma ( Roma) - 2h39'47"

1984
- Oro alla Milano Marathon ( Milano) - 2h33'03"

1985
- 20ª alla Coppa Europa di maratona ( Argento per la squadra italiana;  Roma) - 2h43'59"
- Oro alla Milano Marathon ( Milano) - 2h38'02"
- 5ª alla Maratona di Francoforte ( Francoforte sul Meno) - 2h35'45"

1986
- Oro alla Maratona di Venezia ( Venezia) - 2h38'10"

1987
- 25ª alla Coppa del mondo di maratona ( Seul) - 2h40'18"
- 4ª alla Maratona di Venezia ( Venezia) - 2h37'38"